# Zoppé
Zoppé è una frazione del comune di San Vendemiano, in provincia di Treviso.

## Geografia fisica
Il paese si sviluppa lungo la SP 165 "Ungaresca" (via Lourdes-via Marconi), antica via di comunicazione tra Veneto e Friuli, la quale ne interseca il nucleo, piazza San Pietro. È in continuità con la località Cosniga, subito ad ovest. Sono tradizionalmente parte della frazione anche le località Capo di Sopra e Capo di Sotto.

## Monumenti e luoghi d'interesse
Essendosi sviluppato lungo una delle più antiche e importanti arterie stradali del territorio, il piccolo centro di Zoppé è il primo nucleo abitativo ad essere sorto nell'attuale comune di San Vendemiano; ne deriva la presenza di alcuni importanti luoghi d'interesse, legati perlopiù al mondo rurale e alla cristianità.

### Chiesa di San Pietro in Vincoli
La chiesa parrocchiale è intitolata a San Pietro in Vincoli. Costruita verso il 1588-1589 e consacrata nel 1615, andò a sostituire una chiesetta, oggi semidistrutta, posta in località Palù del Bosco, impreziosita da affreschi oggi staccati e custoditi nel Museo civico di Conegliano. Attorno al 1840 fu ampliata e nel 1900 ancora restaurata. Al suo interno sono conservate numerose opere d'arte. Del campanile resta solo la base.

### Grotta della Madonna di Lourdes
La grotta della Madonna di Lourdes è stata costruita nel 1922; faceva parte delle mura di un palazzo che apparteneva a una famiglia benestante di Zoppé, i Perini. La grotta è fatta di roccia e all'interno vi è un piccolo altare su cui è sistemata la statua della Madonna di Lourdes. 
Ogni anno l'11 febbraio, ricorrenza della Madonna di Lourdes, la statua viene portata in processione. 
Durante le sere del mese di maggio, davanti alla grotta, le famiglie vicine recitano il S. Rosario.

### Ville venete
Nella campagna di Zoppé si incontrano tradizionali borghi e case rurali, tra le cui architetture spiccano alcune ville venete: degne di nota sono Villa Vettori, di cui si ricorda anche il parco, oggi diviso dal nuovo tracciato di via Calmaor e parzialmente occupato dall'autostrada A28, Villa Perini-Cettolin, la settecentesca Villa Luzzatti e, infine Villa Parini, esempio di evoluzione della villa veneta nei primi del Novecento.

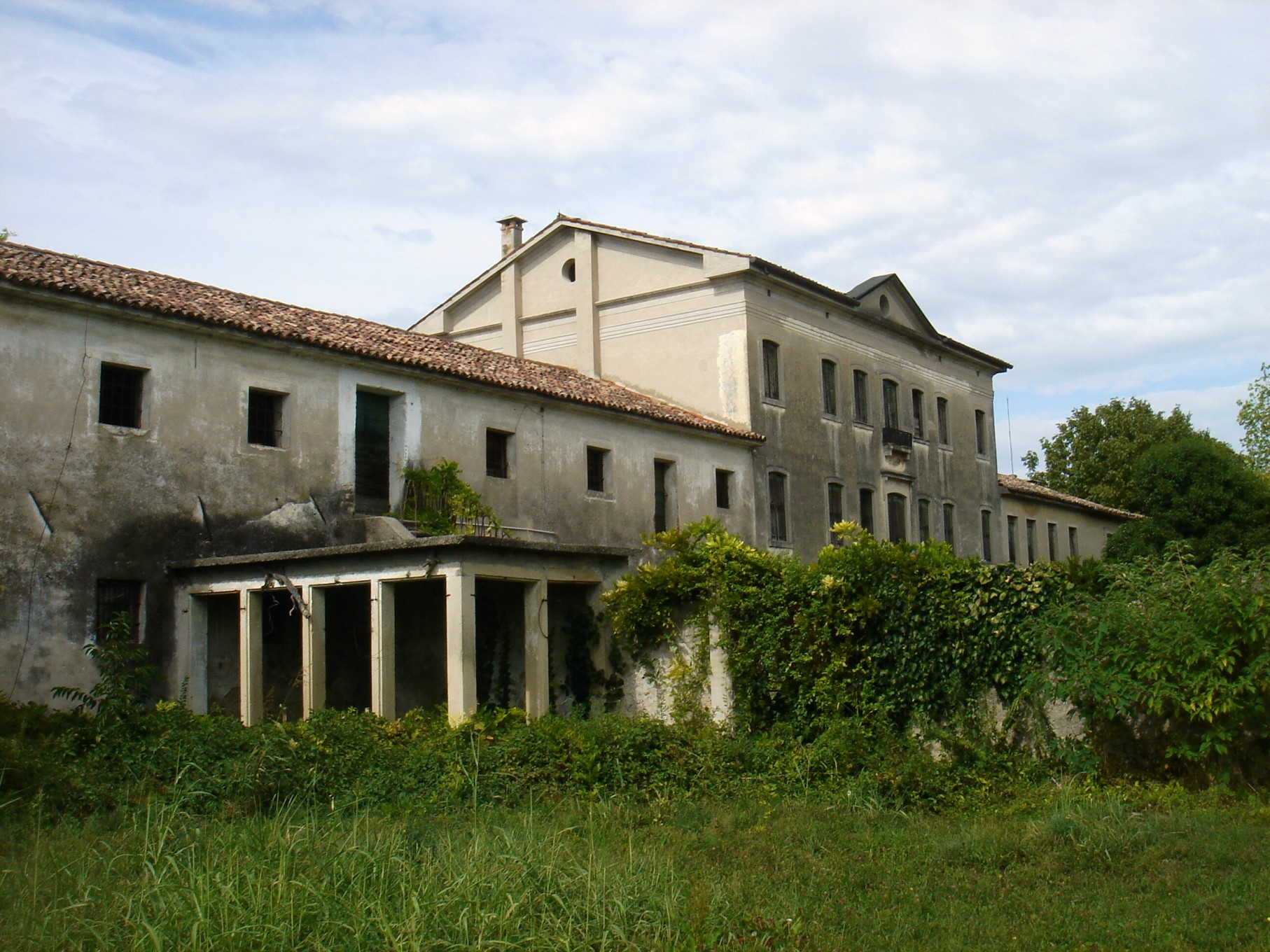
Villa Vettori
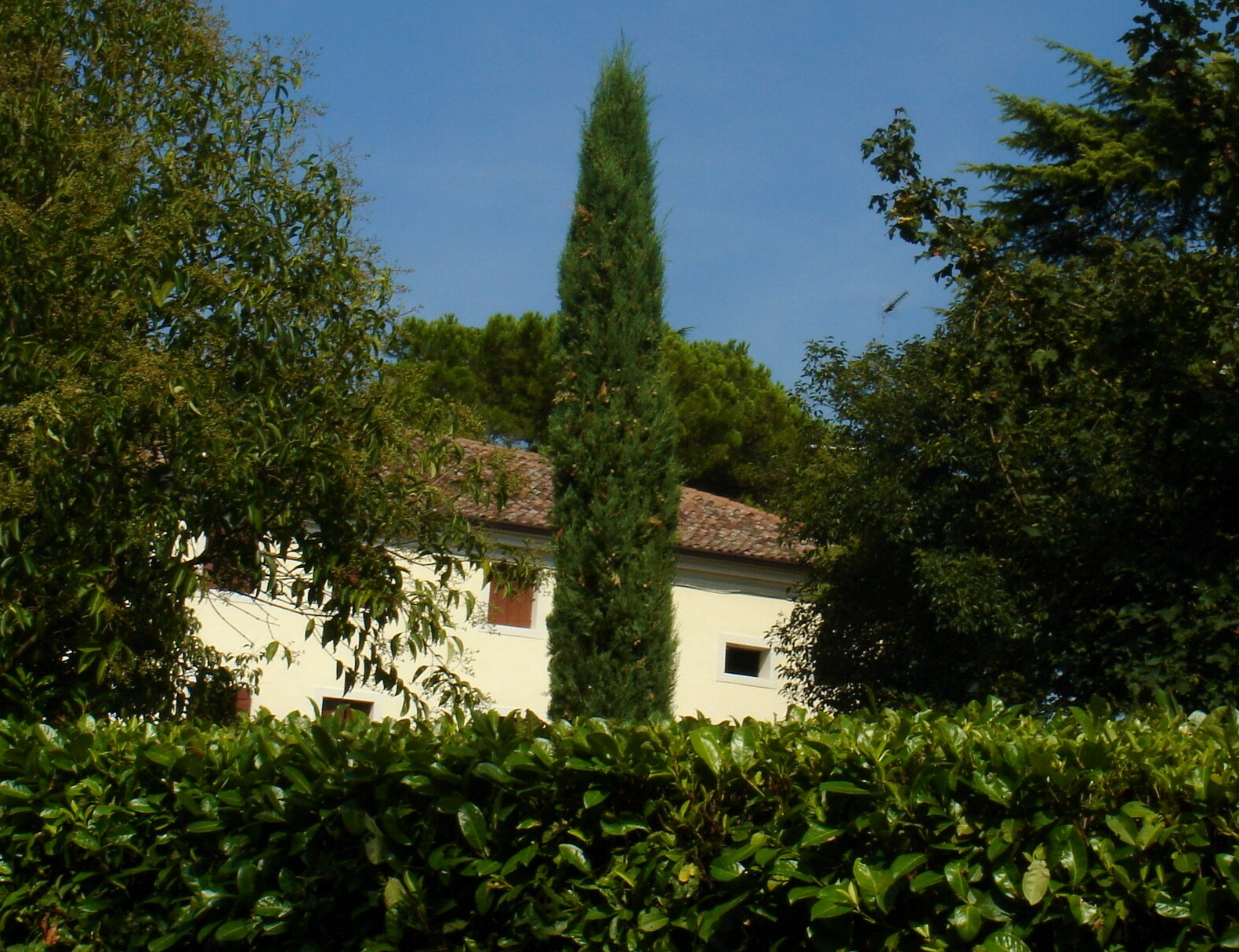
Scorcio della facciata di Villa Luzzatti
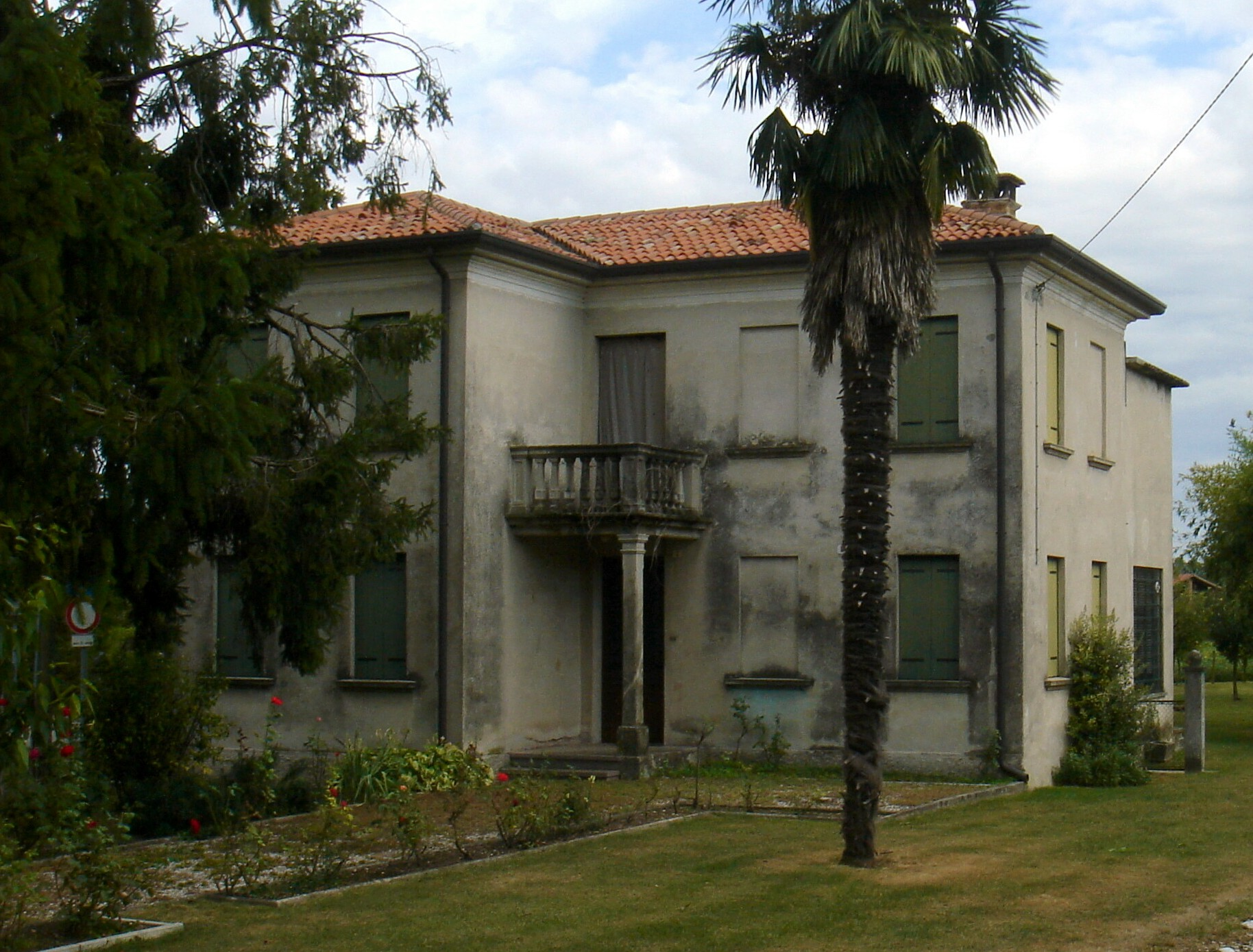
Villa Parini

### Aree naturali: i palù

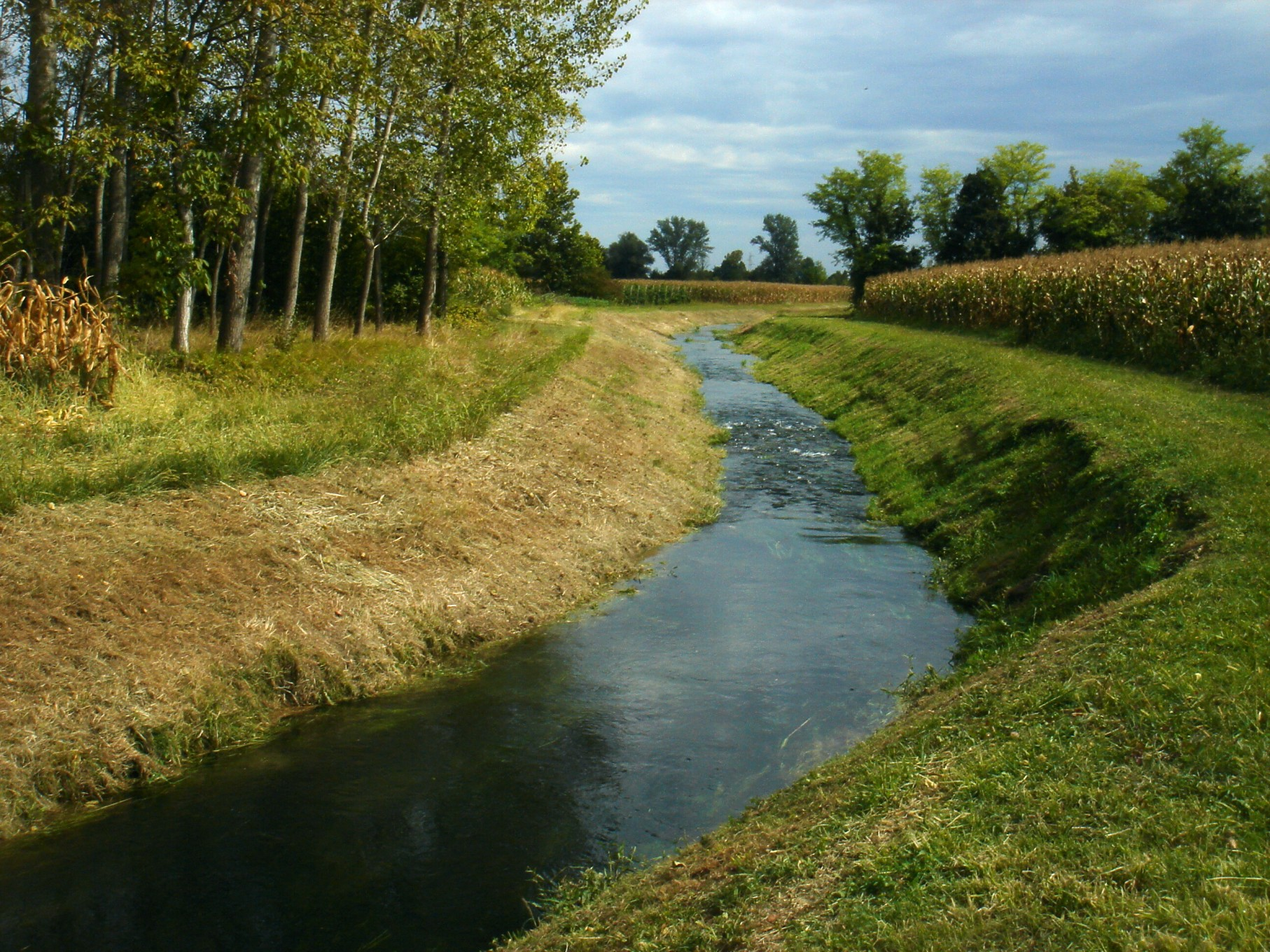
Area agricola e naturale dei palù di Zoppé, a pochi metri dall'A28

Zoppé è una delle località dei palù tra Monticano e Livenza, dove sopravvivono ancora alcune aree in cui questo particolare assetto territoriale tipico, caratterizzato da acque di risorgiva, risulta in buona parte incontaminato: si tratta particolarmente delle zone conosciute con gli antichi toponimi pra dei rori (prato dei roveri) e soprattutto le fontane (o le Sère, nome preciso della località): questi luoghi, a sud est del centro, al confine con San Fior di Sotto (luogo del Palù mazor), sono attraversati dalla strada dei bunc (attuale via Fontane) e da via Palù.
Tra 2009 ed il 2010 l'autostrada A28 sarà portata a termine, tagliando buona parte di queste aree naturali e modificandone l'assetto secolare.

## Economia
In passato a vocazione agricola, attualmente ospita una zona industriale a sud del centro (via Calmaor e via Palù).